# Martha Plimpton
Martha Campbell Plimpton (New York, 16 november 1970) is een Amerikaanse actrice.

## Familie
Plimpton werd geboren in New York als dochter van Keith Carradine en kleindochter van John Carradine, en is tevens een nicht van Robert en David Carradine.

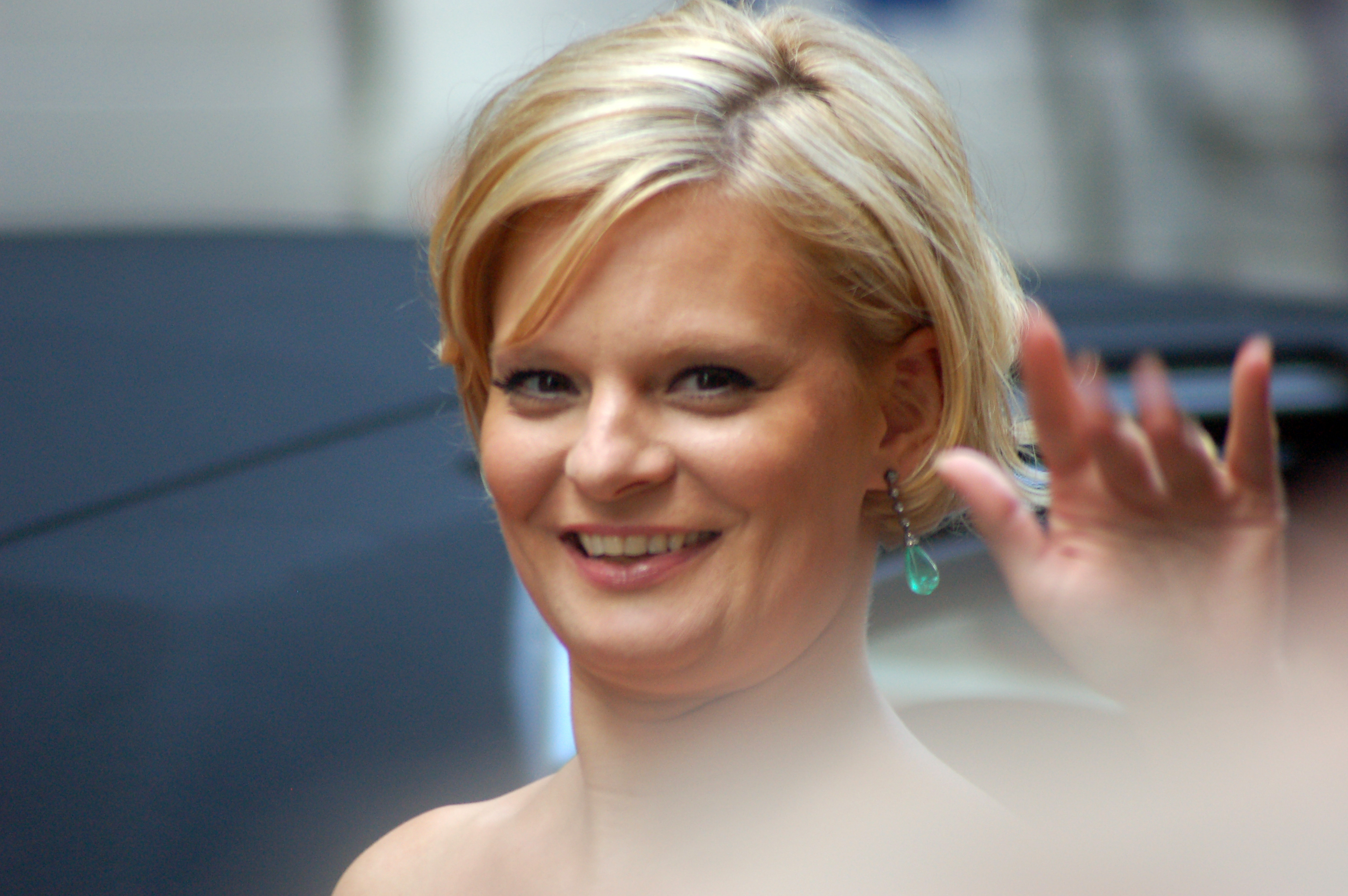
Martha Plimpton bij de
63e Tony Award-uitreiking in 2009

## Filmografie

### Films
Uitgezonderd korte films.
- 2021 Mass - als Gail
- 2019 Frozen II - als Yelena (stem)
- 2018 Honey Bee - als Louise
- 2017 Hello Again - als Ruth
- 2011 Company – als Sarah
- 2010 Small Town Murder Songs – als Sam
- 2010 Remember Me – als moeder van Alyssa Craig
- 2008 The End of Steve – als Lydia
- 2007 Dante's Inferno – als Celia
- 2006 Marvelous – als Gwen
- 2004 Hair High – als Miss Crumbies (stem)
- 2001 The Sleepy Time Gal – als Rebecca
- 1999 200 Cigarettes – als Monica
- 1998 The Defenders: Taking the First – als Mary Jane Preston
- 1998 Pecker – als Tina
- 1998 Music from Another Room – als Karen
- 1998 The Defenders: Choice of Evils – als Mary Jane Preston
- 1997 Eye of God – als Ainsley DuPree
- 1997 The Defenders: Payback – als Mary Jane Preston
- 1997 Colin Fitz – als Ann
- 1996 I'm Not Rappaport – als Laurie Campbell
- 1996 Beautiful Girls – als Jan
- 1996 I Shot Andy Warhol – als Stevie
- 1995 Last Summer in the Hamptons – als Chloe Garfield
- 1994 The Beans of Egypt, Maine – als Earlene Pomerleau
- 1994 Mrs. Parker and the Vicious Circle – als Jane Grant
- 1993 Josh and S.A.M. – als Alison
- 1993 Chantilly Lace – als Ann
- 1993 Daybreak – als Laurie
- 1992 Samantha – als Samantha
- 1992 Inside Monkey Zetterland – als Sofie
- 1991 A Woman at War – als Helene Moszkiewiez
- 1989 Parenthood – als Julie Buckman
- 1989 Zwei Frauen – als Claudia Jacoby
- 1989 Stanley & Iris – als Kelly
- 1988 Another Woman – als Laura
- 1988 Running on Empty – als Lorna Phillips
- 1988 Stars and Bars – als Bryant
- 1987 Shy People – als Grace
- 1986 The Mosquito Coast – als Emily Spellgood
- 1985 The Goonies – als Stef
- 1984 The River Rat – als Jonsy
- 1981 Rollover – als oudere dochter van Fewster

### Televisieseries
Uitgezonderd eenmalige gastrollen.
- 2023 A Town Called Malice - als Mint Ma Lord - 8 afl.
- 2022 Sprung - als Barb - 9 afl.
- 2021 Generation - als Megan - 16 afl.
- 2019 - 2020 Vampirina - als Briana - 2 afl.
- 2019 Brockmire - als Shirley - 4 afl.
- 2015 - 2018 Younger - als Cheryl Sussman - 4 afl.
- 2018 The Blacklist - dr. Fulton - 2 afl.
- 2016 - 2017 The Real O'Neals - Eileen O'Neal 29 afl.
- 2010 – 2014 Raising Hope – als Virginia Chance – 88 afl.
- 2009 – 2013 The Good Wife – als Patti Nyholm – 5 afl.
- 2010 – 2011 How to Make it in America – als Edie Weitz – 6 afl.
- 2009 Grey's Anatomy – als Pam Michaelson – 2 afl.
- 1999 ER – als Meg Corwin – 4 afl.

## Theaterwerk opBroadway
- 2014 - 2015 A Delicate Balance - als Julia
- 2008 – 2009 Pal Joey – als Gladys Bumps
- 2007 – 2008 Top Girls – als Pope Joan / Angie
- 2007 – 2008 Cymbeline – als Imogen
- 2007 The Coast of Utopia (Part 3 – Salvage) – als Natasha Tuchkov Ogarev
- 2006 – 2007 The Coast of Utopia (Part 2 – Shipwreck) – als Natasha Tuchkov
- 2006 – 2007 The Coast of Utopia (Part 1 – Voyage) – als Natasha Tuchkov
- 2006 Shining City – als Neasa
- 2004 Sixteen Wounded – als Nora

- Biblioteca Nacional de España: XX1094803
- Bibliothèque nationale de France: cb14041676p (data)
- Gemeinsame Normdatei: 135727006
- International Standard Name Identifier: 0000 0000 7822 9957
- Library of Congress Control Number: n92053191
- Nationale Bibliotheek van Israël: 987007453751905171
- Nationale Bibliotheek van Polen: a0000001768204
- Nederlandse Thesaurus van Auteursnamen: 239626095
- SNAC: w62s6n66
- Virtual International Authority File: 60304856
- WorldCat: E39PBJx4kTmVCTvfRxvhTJtR8C